# Turčianske nivy
Turčianske nivy jsou geomorfologický podcelek Turčianské kotliny. Zabírají říční nivy řek Turiec a Váh. Na tomto území jsou města Martin, Vrútky a Turany.

## Vymezení
Podcelek zabírá střední a severní část Turčianské kotliny v blízkosti největších vodních toků regionu, Turce a Váhu. Má rovinatý charakter a tvar písmene "Y". Nivy ohraničují zejména podcelky kotliny, jmenovitě Valčianska pahorkatina na západě, Diviacka pahorkatina na jihu, Mošovská pahorkatina a Sklabinské podhorie na východě a Šútovské podhorie na severu. Na severovýchodě se niv dotýká Velká Fatra podcelky Šípská Fatra a Lysec, na severozápadě je to Lúčanská a Krivánska část Malé Fatry.

## Doprava
Turcem vedou dopravní koridory mezinárodního významu a zejména západo-východní směr je v rámci Slovenska nezastupitelný. Od Vrútek na Turany vede v trase dálnice D1 evropská silnice E50, souběžně prochází městy a obcemi silnice I/18 ze Žiliny do Ružomberka. Severo-jižním směrem na Banskou Bystrici a Kremnici vede částečně nivou Turce silnice I/65. Železniční stanice Vrútky je významný železniční uzel, kde se setkávají tratě Žilina-Košice a Vrútky-Zvolen.

## Ochrana přírody
Vodní tok Turiec chrání stejnojmenná národní přírodní rezervace.